# خالد البناي
خالد البناي (1964-)، ممثل ومخرج ومؤلف إماراتي، من أبرز اعماله مسلسلات (غشمشم، للحياة والوجه الاخر، الحيتان، أوراق الحب، ما نتفق، الغافة). 

## حياته
حاصل على بكالوريوس تمثيل وإخراج مسرحي من دولة الكويت العربية المتحدة عام 1994،   وهو عضو في لجنة جوال تراث الإمارات وعضو فخري في جمعية شمل للفنون والتراث والمسرح وعضو مؤسس في مسرح رأس الخيمة وعضو مؤسس في جمعية المسرحيين بالدولة منذ إنشائها وعضو اللجنة العليا لمهرجان الشباب بوزارة الشباب والرياضة 1995م· 

## أعماله

### مسلسلات
- حبة رمل 2014
- واتساب اكاديمي 2013
- القياضة 2013
- أوراق الحب 2012
- ما نتفق 2011
- غشمشم 2010
- الغافة 2010
- دروب المطايا 2009
- حاير طاير ج 5 2008
- جنون المال 2007
- الشطرنج 2007
- اسدالجزيرة 2006
- للحياة والوجه الآخر 2004
- بيتنا الكبير 2003
- مرمر زماني 1996
- سفينة الأحلام 1996
- الحيتان 1995
- أيام الصبر 1995
- الانحراف 1992
- الدفتر الأزرق 1990